# Gradac (Pleterniceszentmiklós)
Gradac (1991-ig Gradac Požeški) falu Horvátországban, Pozsega-Szlavónia megyében. Közigazgatásilag Pleterniceszentmiklóshoz tartozik.

## Fekvése
Pozsegától légvonalban 10, közúton 16 km-re délkeletre, községközpontjától 3 km-re északra, a Pozsegai-medencében, a Kutjevóról Pleterniceszentmiklósra vezető út mentén, Pozsegamindszent és Pleterniceszentmiklós között fekszik. 

## Története
A területén előkerült számos, különböző korszakokból származó régészeti lelet bizonyítja, hogy már ősidők óta emberi települések voltak. A legjelentősebb őskori lelőhelyek „Babišnjača”, „Crkvište na Markovcu”, „Klasje”, „Polje Podsik” és „Njiva uz Delac”. A legrégebbi leletek a középső neolitikum időszakából, a Sopot-Bicske kultúra népétől származnak. A korai vaskort a hallstatti kultúra leletei képviselik, akiknek erődített települése állt itt. (Gradac neve is arra enged következtetni, hogy itt egykor kisebb erődítmény állt.) A hallstatt kultúra népének számos halomsírja is megtalálható a település határában. A késői vaskor leletei a La Tène-kultúra népeitől, főként a keltáktól származnak, akiknek egy nagyobb településük volt a falu mellett. 
Neve a középkorban 1445-ben „Gradacz” alakban nemesi névben bukkan fel először.
 A környező településekhez hasonlóan 1537 körül foglalta el a török, melynek uralma 150 évig tartott. 1698-ban „Gradacz” néven 20 portával szerepel a török uralom alól felszabadított szlavóniai települések összeírásában.  1702-ben 27, 1730-ban 40, 1760-ban 43 ház állt a településen. A kutjevói uradalomhoz tartozott.
Az első katonai felmérés térképén „Dorf Gradacz” néven található. Lipszky János 1808-ban Budán kiadott repertóriumában „Gradacz” néven szerepel.  Nagy Lajos 1829-ben kiadott művében „Gradacz” néven 36 házzal, 209 katolikus és 83 ortodox vallású lakossal találjuk. 
A településnek 1857-ben 189, 1910-ben 494 lakosa volt. 1910-ben a népszámlálás adatai szerint lakosságának 66%-a horvát, 20%-a cseh, 7%-a magyar, 6%-a szlovák anyanyelvű volt. Pozsega vármegye Pozsegai járásának része volt. Az első világháború után 1918-ban az új szerb-horvát-szlovén állam, majd később (1929-ben) Jugoszlávia része lett. 1991-ben lakosságának 98%-a horvát nemzetiségű volt. A településnek 2011-ben 937 lakosa volt.

## Lakossága
| Lakosság változása | Lakosság változása | Lakosság változása | Lakosság változása | Lakosság változása | Lakosság változása | Lakosság változása | Lakosság változása | Lakosság változása | Lakosság változása | Lakosság változása | Lakosság változása | Lakosság változása | Lakosság változása | Lakosság változása | Lakosság változása |
| ------------------ | ------------------ | ------------------ | ------------------ | ------------------ | ------------------ | ------------------ | ------------------ | ------------------ | ------------------ | ------------------ | ------------------ | ------------------ | ------------------ | ------------------ | ------------------ |
| 1857               | 1869               | 1880               | 1890               | 1900               | 1910               | 1921               | 1931               | 1948               | 1953               | 1961               | 1971               | 1981               | 1991               | 2001               | 2011               |
| 189                | 208                | 191                | 293                | 457                | 494                | 488                | 532                | 630                | 688                | 855                | 971                | 933                | 1.042              | 1.090              | 937                |